# Lars Sjöberg
Lars Erik Johan Sjöberg, född 2 maj 1941 i Danderyd, är en svensk  museiman, tecknare, skulptör, grafiker och författare.

## Biografi
Lars Sjöberg är son till slöjdläraren Bengt Sjöberg och Lillemor Englund samt dotterson till Väinö Frithiof Englund. Han växte upp i ett elevhem på Viggbyholmsskolan, där hans far var slöjdlärare och husfar. Sjöberg studerade under gymnasietiden skulptur för Einar Luterkort och vid Gerlesborgsskolan i Bohuslän 1960 samt bedrev självstudier under resor till Italien, Tyskland och Frankrike i slutet av 1950-talet. Han studerade konsthistoria på Stockholms universitet på 1960-talet, var amanuens där och anställdes vid 25 års ålder på Nationalmuseums avdelning för de statliga slottssamlingarna. Han gifte sig med Ursula Sjöberg, som medverkat i flertalet böcker som paret givit ut om svenska möbler. Husen utgör en viktig del av vårt kulturarv, beskrivna i praktverk som Svenska trähus. Läsarna tas med på en vandring genom den svenska byggnadshistorien och dess skiftande stilar, där detaljer berättar om ett nu bortglömt formspråk bland stilfulla slott och enkla torp, imponerande herrgårdar, prästgårdar, badhus, ladugårdar och sågverksmiljöer. Han medverkade i Liljevalchs Stockholmssalonger 1959 och Nationalmuseums Unga tecknare 1956–1957 där han visade studier från Bremen, Rouen, Versailles med flera städer. Som illustratör illustrerade han Lars Englunds diktsamling Rå 1961 samt en mängd träsnitt med olika motiv.
Sjöberg anlitades under 1990-talet av Riksantikvarieämbetet för att vara rådgivare till Ikea för dess satsning på en 1700-talsserie av möbler och inredningsföremål. Han har också arbetat med textilföretag för att ta fram 1700-talsmönster för nyproduktion samt tagit initiativ till att från 1995 starta utbildningar i historisk byggnadsvård, historiskt möbelsnickeri och järnsmide på Träakademien i Kramfors, som var en del av Mittuniversitetet.

## Nio hus och en kyrka
Sjöberg har engagerat sig i upprustningen och underhållet av ett antal gamla byggnader, redovisade i hans och Ingalill Snitts bok Nio hus och en kyrka från 2010:
- Den tidigare Evangeliska fosterlandsstiftelsens kyrka, EFS-kyrkan, i Bollstabruk i Ångermanland från 1905
- Karlholmsbruks brukskontor i Uppland från 1700-talet
- Lövstabruks brukskontor i Uppland från 1788
- Lars och Ursula Sjöbergs bostadshus Odenslunda gård i Upplands Väsby kommun från 1770-talet
- Herrgården Ekensberg i Södermanland från 1788–1790
- Arbetarbostadshus i Dylta bruk i Närke från början av 1800-talet
- Säteriet Sörby i Mosjö församling i Närke från tidigt 1700-tal
- Herrgården Regnaholm i Östergötland från omkring 1760
- Brattebergs gästgivargård vid Regna kyrka
- En bevarad flygel till herrgården Salaholm i Västergötland från 1600-talet

År 1994 tog han initiativ till att Nationalmuseum i samarbete med SBAB lät uppföra en kopia av ett av dessa hus, den lilla herrgården Sörby, och ställa ut den utanför museet. Idén var att ta fram en modell till ett hus med en äldre, gedigen byggnadskonstruktion och gammal känd exteriör, vilket sedan kunde förse med en modern interiör. Då Sörbys stomme är timrad är husmodellen dessutom lämpad som typhus med prefabricering i torr miljö för senare snabb uppbyggnad, samt relativt lätt att montera ned och flytta. Projektet var avsett att ställa kvaliteterna i materialval och byggnadsmetoder från 1700- och 1800-talens träbyggande mot det sena 1900-talets hårt rationaliserade byggande som bidragit till förekomsten av så kallat sjuka hus med bland annat mögelproblem.

## Media
- En kompass mot skönhet, TV-dokumentär, 55 minuter, Sveriges Television, 2010